# Fallout 4
Fallout 4 — компьютерная игра в жанре action/RPG, разработанная Bethesda Game Studios и изданная Bethesda Softworks. Является частью серии Fallout. Игра была выпущена 10 ноября 2015 года на Windows, PlayStation 4 и Xbox One. Локализатор на территории России и СНГ — компания СофтКлаб.

## Игровой процесс
Геймплей игры был впервые показан разработчиками 15 июня 2015 года на E3.
Fallout 4 — это игра в жанре action/RPG, действие которой разворачивается в открытом мире. Геймплей схож с предыдущими играми сериями — Fallout 3 и Fallout: New Vegas. В отличие от двух предыдущих игр, игровым процессом с оружием занималась id Software. Fallout 4 представляет такие функции, как система многослойной брони, строительство базы, система диалогов, состоящая из 111 000 строк диалога, и система крафта, которая реализует каждый объект, который можно собрать в игре. Такие враги, как кротокрысы, рейдеры, супермутанты, когти смерти и дикие гули, возвращаются вместе с компаньоном Псиной.
Действие игры начинается незадолго до ядерной войны, когда среди мирной жизни в одной из бытовых сцен выбирается протагонист (мужчина или женщина), настраивается внешность персонажа. Но мирное время прерывается сообщением по радио и ТВ об угрозе взрывов, после чего главные герои отправляются в убежище под номером 111 компании Волт-Тек (англ. Vault-Tec), подобного убежищам, построенным этой корпорацией по всей Америке.
У игрока есть возможность свободно перемещаться по игровому миру. При обнаружении нового места, игрок может воспользоваться быстрым перемещением. Оружие тоже можно настроить; игра включает в себя более 50 орудий, которые можно создавать с различными модификациями, такими как типы стволов и фокусировка лазера, доступно более 700 модификаций. Силовая броня была переработана, чтобы быть больше похожей на транспортное средство, чем на экипированный комплект брони, требующий термоядерных ядер и являющийся практически мертвым грузом без него, с возможностью изменения, что позволяет игроку добавлять такие предметы, как реактивный ранец, или выбирать отдельные типы доспехов для каждой части костюма.
Пип-Бой (наручный КПК) позволяет игроку получить доступ к меню со статистикой, картами, данными и предметами, которые приобрел игрок. Игрок может найти игровые картриджи, называемые голозаписями, в которые можно играть на Пип-Бое или терминале. Новая функция интерфейса — загружаемое приложение для смартфонов и планшетов iOS, Android и Windows. Это дополнительное приложение позволяет игрокам получать доступ к интерфейсу Пип-Боя на отдельном экране и играть с собранными игровыми картриджами, когда они не играют в основную игру. Ещё одна возвращающаяся функция игрового процесса — система вспомогательного наведения Vault-Tec (V.A.T.S.). При использовании V.A.T.S. бой в реальном времени замедляется (а не полностью останавливается, как в предыдущих частях), а действие разыгрывается с разных ракурсов камеры в компьютерной графической версии «Буллет-тайма». Различные действия стоят очков, ограничивая действия каждого бойца в течение определённого периода времени, и игрок может нацеливаться на определённые части тела для атак с целью нанесения конкретных повреждений; выстрелы в голову можно использовать для быстрых убийств или ослепления, можно стрелять по ногам, чтобы замедлить движение врага, а противников можно обезоружить, стреляя в их оружие. В отличие от предыдущих игр, в которых у игрока был случайный шанс нанести критический удар, теперь они выполняются вручную через V.A.T.S.
Новой особенностью серии является возможность обустраивать целые поселения. Игрок может выбирать и разбирать множество игровых объектов и построек, а также использовать полученные ресурсы для свободного создания своих собственных построек и оборудования, необходимого для обустройства базы. Кроме того, поселения могут подпитываться электроэнергией, используя систему линий электропередач, идущих от электрогенератора. Торговцы и неигровые персонажи могут населять поселения игрока, которых тот должен обеспечивать пропитанием, выращивая еду на импровизированных участках и строя водяные насосы, а также могут быть назначены игроком на разные должности: фермер, охранник, врач и т. п. Игрок может строить различные защитные сооружения вокруг своих поселений, такие как сторожевые посты (требуют назначения поселенца), турели и ловушки для защиты от случайных атак врагов, таких как рейдеры или супермутанты пустошей.
В начале игры выдаются очки навыков, которые они могут потратить на систему развития персонажа под названием S.P.E.C.I.A.L. Система представляет семь характеристик, а именно силу, восприятие, выносливость, харизму, интеллект, ловкость и удачу. Когда игрок зарабатывает достаточно очков опыта для перехода на новый уровень, он открывает способность. Когда игрок выделяет больше очков для статистики, можно разблокировать больше способностей. Эти способности можно улучшить, чтобы повысить эффективность главного героя и ещё больше разблокировать способности.
Игрок может путешествовать только с одним компаньоном за раз, хотя другие персонажи также сопровождают игрока в определённых квестах. Впервые в серии эти компаньоны могут взаимодействовать с окружающей средой от имени персонажа игрока. Например, если персонаж игрока не обладает необходимыми навыками для взлома терминала или взлома замка, он может приказать компаньону сделать это за него. Любой присутствующий компаньон, кроме Псины, будет реагировать на определённые действия игрока одним из четырёх способов (любовь, симпатия, неприязнь или ненависть), которые либо повышают, либо понижают их «близость». Повышение близости компаньона до 1000 очков приведет к тому, что он будет «боготворить» игрока и предоставит определённую бонус-способность. Компаньон уйдет, если близость упадет достаточно низко, и некоторые действия могут сразу же сделать его враждебным.
В дополнение к обустройству поселений и модифицированию оружия и амуниции (одежда и броня), с выходом DLC «Nuka-World» и «Automatron» игрок может создавать собственную Ядер-колу и роботов. После окончания сюжетной линии игру можно продолжить, максимальный уровень игрока не имеет ограничений и он может развиваться бесконечно. Во всём этом четвёртая часть значительно отличается от Fallout 3 и Fallout: New Vegas, в которых времяпрепровождение было смещено в пользу сюжета.

## Сюжет
Главный герой игры — житель довоенной Америки, купивший себе, жене и новорожденному сыну Шону места в противоатомном убежище корпорации «Волт-Тек». После начала ядерной войны он прибывает в убежище, где всех жителей убежища замораживают в криокамерах. Спустя неизвестный промежуток времени он просыпается и видит, что камеру с его женой и младенцем вскрывают некие учёные и наёмник, они убивают не желающую отдавать сына женщину, забирают ребёнка, а герой снова проваливается в сон. После повторного пробуждения герой выбирается из убежища, желая отыскать сына. Основная часть игры происходит в 2287 году, через 10 лет после событий Fallout 3, и через 6 лет после Fallout: New Vegas. Действие разворачивается в постапокалиптическом Бостоне и его окрестностях (Содружество Массачусетс).
Герой вступает в организацию «Минитменов» — ополчение, ставящее своей целью восстановление порядка в Содружестве и борьбу с опасностями для поселенцев. Он добирается до столицы Содружества, Даймонд-сити — поселения, основанного на бывшем бейсбольном стадионе Фенуэй Парк, и узнаёт о таинственном Институте — организации, ведущей путь от довоенного Массачусетского технологического института, одного из ведущих вузов США. Институт научился создавать «синтов» — искусственных людей-роботов, внешне неотличимых от человека; он похищает некоторых людей, подменяя их синтами, для достижения своих целей в Содружестве. Никто не знает, где расположен Институт и как в него попасть, жители Содружества боятся синтов и убивают их по обнаружении. Герой выясняет, что наёмника, которого он видел в убежище, зовут Конрад Келлог и что его видели в Даймонд-Сити. Он находит Келлога, убивает того, исследует воспоминания, записанные в его чипе памяти и узнаёт, что Институт расположен под землёй, а его агенты перемещаются на поверхность и обратно с помощью технологии телепортации. В Содружество прибывает дирижабль «Братства Стали» — военизированной организации, желающей восстановить порядок на территории бывших США, которая намерена уничтожить Институт, так как считает огромной опасностью технологию синтов. Также герой обнаруживает «Подземку» — тайную организацию, спасающую от Института синтов нового поколения, осознавших себя как личности и не желающих быть рабами Института. С помощью любой из фракций — минитменов, Братства Стали или Подземки — герой строит кустарный телепорт и перемещается в Институт. Его встречает пожилой директор Института, объявляющий, что он и есть сын протагониста Шон. Герой не заметил этого, но после похищения ребёнка он провёл в криосне ещё 60 лет; за это время Институт, похитивший ребёнка как источник неповреждённой радиацией довоенной ДНК для синтов, вырастил этого ребёнка, который в итоге добрался до поста директора. Шон просит протагониста присоединиться к Институту, который занимается научными исследованиями и операциями на поверхности с целью построения лучшего мира.
Далее герой выполняет задания различных фракций, которые по мере продвижения к концу игры начинают противоречить интересам других фракций. Минитмены просят его, как своего генерала, отвоевать довоенный замок Форт-Индепенденс и установить сотрудничество с поселениями Содружества; Братство Стали — помочь в восстановлении огромного шагающего робота «Либерти Прайм», что сделает Братство доминантной силой в Содружестве; Подземка просит спасать беглых синтов, уничтожая агентов Института; а Институт — ловить беглых синтов. В какой-то момент Братство Стали и Институт узнают, что в экспериментальном ядерном реакторе, расположенном под штаб-квартирой довоенной корпорации «Масс Фьюжн», находится важный компонент компактных ядерных реакторов — бериллиевый импеллер. Он нужен обеим фракциям: Братству для запуска реактора, питающего «Либерти Прайм», а Институту — для запуска реактора, питающего энергией Институт. Герой должен выбрать, вместе с какой фракцией он отправится за импеллером, навсегда став врагом другой фракции. Завершение игры за Подземку, Братство Стали или Институт требует уничтожения двух других фракций (минитменов невозможно уничтожить). Игра за любую фракцию, кроме Института, завершается уничтожением Института путём взрыва его термоядерного реактора; игра за Институт завершается передачей смертельно больным Шоном браздов правления Институтом протагонисту. После завершения основного квеста герой может продолжить игру, выполняя побочные задания в Содружестве.

## Дополнения
16 февраля 2016 года стало известно о планах Bethesda Softworks на выпуск шести дополнений для Fallout 4. Все дополнения для Fallout 4 полностью завершены и готовы для использования в игре. Все дополнения можно приобрести в рамках Сезонного Пропуска или по отдельности.

### Automatron
Первое дополнение, Automatron, вышло 22 марта 2016 года, его сюжет крутится вокруг некого злодея по имени Механист (Настоящее имя Исабель Крус), посылающего в Содружество злодейских роботов. В DLC вновь появился робомозг, аналогичный роботу из Fallout 3 и Fallout: New Vegas, новый компаньон модифицированный робот-штурмотрон Ада, а также игроки смогут собрать и модифицировать собственного робота-компаньона с помощью специального верстака и назначать его на разные должности в поселениях.

### Wasteland Workshop
Второе дополнение под названием Wasteland Workshop вышло 12 апреля 2016 года, и позволило игроку захватывать живых обитателей пустоши, от рейдеров до когтей смерти, и организовать своеобразный гибрид зоопарка и бойцовской ямы. Кроме того, дополнение включает в себя большое количество новых декораций и других полезных механизмов и дополнений (например, ядерный реактор, позволяющий создавать в 10 раз больше энергии, чем обычный генератор).

### Far Harbor
Третье дополнение — Far Harbor, стало доступно 19 мая 2016 года. Место действия — остров Маунт-Дезерт, штат Мэн. Это дополнение, наиболее серьёзное из первых трёх объявленных DLC, добавило в игру ещё одно расследование и ещё одного напарника — Старика Лонгфелло. Вместе с Ником Валентайном игроки будут искать пропавшую девушку и тайное поселение синтов. Far Harbor добавило в игру большую территорию, новые квесты, оружие, снаряжение, поселения, подземелья и существ.

### Contraptions Workshop
Это четвёртое DLC. Было выпущено на всех поддерживаемых платформах 21 июня 2016 года. В Contraptions вы сможете использовать конвейерные ленты, комплекты лесов, наборы для дорожек и даже логические элементы, чтобы возводить сложные и необычные конструкции для улучшения поселений в Пустоши. В дополнение Contraptions Workshop включены также такие новинки, как лифты, теплицы, складские комплекты, фейерверки, манекены и многое-многое другое.

### Vault-Tec Workshop
Это пятое DLC, посвящённое расширению инструментария по строительству поселений. Новое дополнение позволит создать целое Убежище и обставить его по своему вкусу. Готовьтесь защищаться от бандитов, работать над процветанием своего бункера и, при желании, ставить эксперименты над жителями. Вышло 26 июля 2016 года.

### Nuka-World
Это шестое дополнение. Добавляет в игру новую область к западу от Содружества для исследований под названием «Ядер-Мир», представляющую собой огромный парк развлечений, а также нового компаньона — рейдера по имени Портер Гейдж. Также добавлены новые квесты, оружие, снаряжение, одно поселение, подземелья и существа. Вышло на всех поддерживаемых платформах 30 августа 2016 года.

### High Resolution Texture Pack
Это седьмое дополнение для игры. Вышло в Steam 6 февраля 2017 года, официальный и бесплатный набор HD текстуp.

### Creation Club
Это восьмое и финальное дополнение, выпущенное 24 августа 2017. Даёт возможности моддинга людям, играющим в игру. Все моды в Creation Club покупаются за внутри-игровую валюту — Кредиты, которые в свою очередь надо покупать за реальные деньги. На деле же это попытка от Bethesda монетизировать моды и сам моддинг.

## Издания

### Game of the Year Edition
26 сентября 2017 года был выпущен релиз «золотого издания». В него вошла базовая версия игры и все шесть официальных игровых дополнения. Automatron, Wasteland Workshop, Far Harbor, Contraptions Workshop, Vault-Tec Workshop и Nuka-World.

### VR-версия
Разработчики Bethesda Game Studios объявили релиз Fallout 4 для VR. 12 декабря 2017 года состоялся её выход. Однако, для игры в виртуальной реальности дополнения не были задействованы.

### Pip-Boy Edition
Коллекционное издание игры, выпущенное в ограниченном тираже с наручным компьютером «Пип-Боем», который не обходит стороной ни одну часть серии игр.

## Разработка

### Первая информация об игре
В 2008 году Пит Хайнс из Bethesda Softworks заявил: 

Причина того, что мы приобрели права на Fallout и теперь являемся его собственником кроется в том, что мы явно намереваемся сделать больше, чем одну игру. Мы не собираемся просто сделать что-то, а потом уйти и забыть об этом навсегда. Когда это будет, и сколько будет длиться, одному Богу известно, но мы приобрели серию именно потому, что хотим развивать её и работать над ней, как мы делаем это с The Elder Scrolls.Оригинальный текст (англ.)The whole reason we went out and acquired the license and that we now own Fallout is that we clearly intended to make more than one. This is not something we're going to do once and then go away and never do it again. When that will be or how long that will be God only knows, but we acquired it specifically because we wanted to own it and develop it and work on it like we do with The Elder Scrolls.
11 декабря 2013 года Kotaku сообщили, что игра действительно разрабатывается, предоставив якобы полученные ими документы. Из них следовало, что действие игры будет проходить в Бостоне, Массачусетс. Также там была описана некая миссия «Институт», проходящая в постапокалиптической версии Массачусетского технологического института. Документы также ссылаются на территории, упоминающиеся, но не показывающиеся в предыдущих частях Fallout. Голосовое приложение, также опубликованное, начиналось с привычной фразы, произнесённой Роном Перлманом — «Война. Война никогда не меняется.».
18 февраля 2014 года Тодд Говард, геймдиректор Bethesda Softworks, дал интервью Rock, Paper, Shotgun. Когда его спросили о новых игровых анонсах, он сказал: «у нас нет сроков на следующий игровой анонс, но я думаю, он будет через некоторое время».

### Анонс

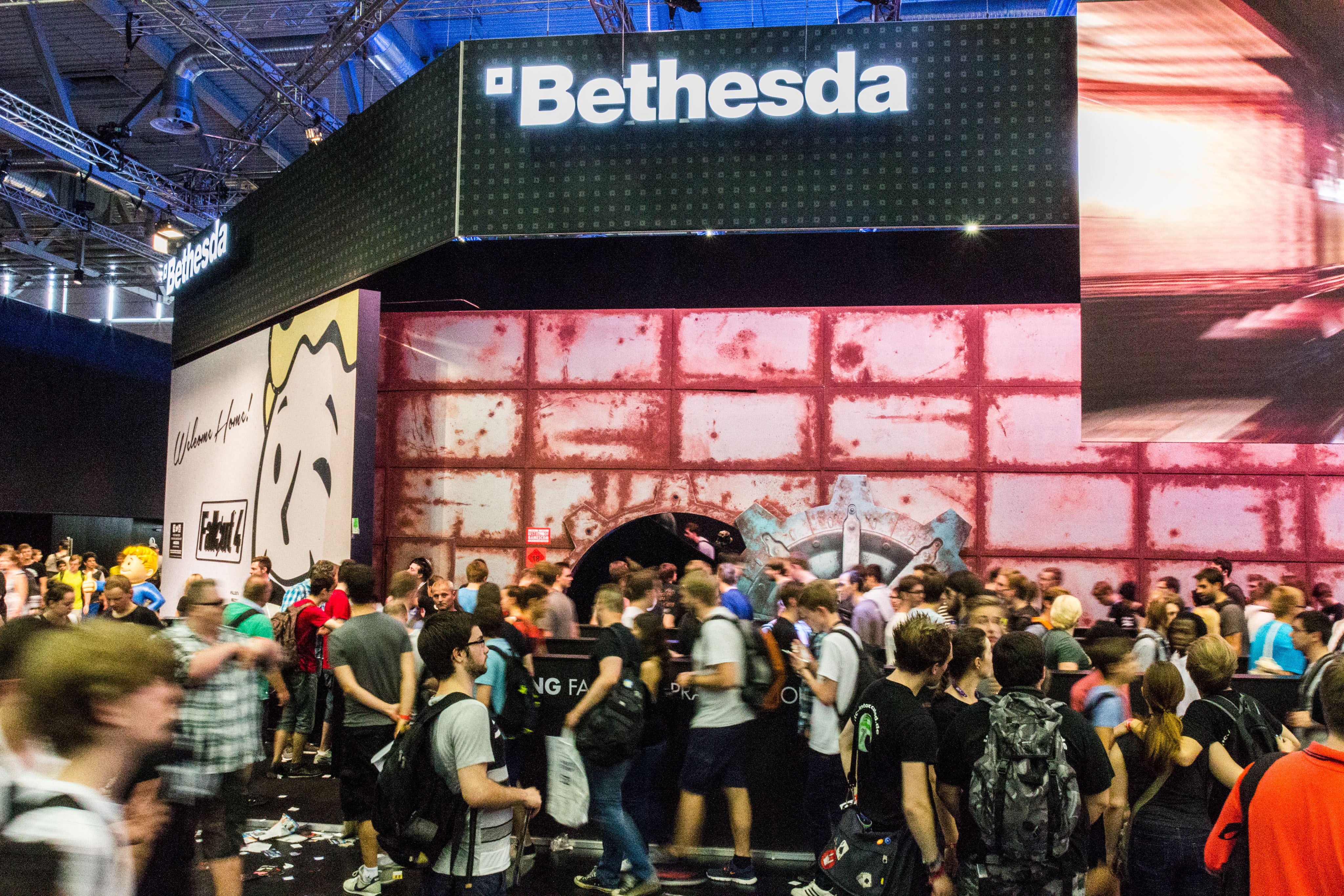
Fallout 4 на Gamescom 2015

2 июня 2015 года Bethesda Softworks опубликовали таймер, отсчитывающий время до 3 июня 10:00 UTC. После на сайте началась живая трансляция, демонстрирующая привычную для серии настроечную таблицу с надписью в центре «Please Stand By» (рус. «Пожалуйста, ожидайте»). В итоге сайт был закрыт, и снова открылся лишь уже после того, как таймер истёк — был показан официальный трейлер игры, стало известно, что игра выйдет на Microsoft Windows, PlayStation 4 и Xbox One, а действие будет проходить в Бостоне — столице штата Массачусетс (в игре содружество Новая Англия), США.

### E3 2015
15 июня в 05:00 по МСК Bethesda Softworks провели свою пресс-конференцию на E3, первую в истории, на которой, помимо нового Doom, Dishonored 2, The Elder Scrolls, The Elder Scrolls Online и The Elder Scrolls: Legends, рассказали больше подробностей о Fallout 4, показав некоторые концепт-арты и небольшое демо начала игры до войны и после. Стало известно, что игра выйдет 10 ноября 2015 года, в коллекционном издании к ней будет прилагаться реальная модель Пип-Боя, внутриигрового КПК от Vault-Tec, а сразу в день проведения конференции для iOS вышла игра Fallout Shelter для мобильных платформ, в которой игрок должен управлять убежищем, защищать его от обитателей пустошей, искать ресурсы для его жизни, версия для Android вышла 13 августа 2015 года. Fallout 4 была признана лучшей игрой выставки, лучшей игрой для PC и лучшей ролевой игрой.
26 сентября 2017 года для PlayStation 4, Xbox One и PC состоялся релиз Fallout 4: Game of the Year Edition. В него полностью вошли все обновления стандартной версии игры (в том числе режим выживания), улучшения графики, поддержка бесплатных модификаций на PC и консолях, а также все шесть дополнений: Automatron, Wasteland Workshop, Far Harbor, Contraptions Workshop, Vault-Tec Workshop и Nuka-World.

## Продажи
Портал VGTimes.Ru на основании данных Steam Spy сообщил, что в первый день продаж компания реализовала 1,2 миллиона экземпляров игры. Дополнительно было отмечено, что в этот же день в Steam в Fallout 4 играли одновременно более 400 тысяч игроков — больше, чем в Dota 2, Counter-Strike: Global Offensive и Grand Theft Auto V.
Летом 2018 года, благодаря уязвимости в защите Steam Web API, стало известно, что точное количество пользователей сервиса Steam, которые играли в игру хотя бы один раз, составляет 6 601 188 человек, а в Fallout 4 VR — 133 476 человек.

## Отзывы и критика
| Сводный рейтинг       | Сводный рейтинг                           |
| Агрегатор             | Оценка                                    |
| --------------------- | ----------------------------------------- |
| GameRankings          | 89,79 % (XONE) 85,60 % (PC) 88,60 % (PS4) |
| Metacritic            | 88/100 (XONE) 84/100 (PC) 87/100 (PS4)    |
| Иноязычные издания    |                                           |
| Издание               | Оценка                                    |
| Destructoid           | 7,5/10                                    |
| EGM                   | 9/10                                      |
| Game Informer         | 9/10                                      |
| GameRevolution        | [ 35 ]                                    |
| GameSpot              | 9/10                                      |
| GamesRadar+           | [ 37 ]                                    |
| GameTrailers          | 9/10                                      |
| IGN                   | 9,5/10                                    |
| PC Gamer (US)         | 88/100                                    |
| Polygon               | 9,5/10                                    |
| VideoGamer            | 9/10                                      |
| Русскоязычные издания |                                           |
| Издание               | Оценка                                    |
| 3DNews                | 9/10                                      |
| PlayGround.ru         | 9,8/10                                    |
| StopGame.ru           | «Изумительно»                             |
| «Игромания»           | 8/10 «Выбор редакции»                     |
| «Игры Mail.ru»        | 10/10                                     |
| «Канобу»              | 7/10                                      |
| Gmbox.ru              | 10/10                                     |
| Gameguru.ru           | 8,5/10                                    |

| Сводный рейтинг | Сводный рейтинг | Сводный рейтинг |
| Издание         | Оценка          | Оценка          |
| Издание         | PS4             | Xbox One        |
| --------------- | --------------- | --------------- |
| GameRankings    | 70,67 %         | 77,18 %         |

| Сводный рейтинг | Сводный рейтинг |
| Агрегатор       | Оценка          |
| --------------- | --------------- |
| GameRankings    | 82,85 %         |

Российская игровая пресса в основном тепло приняла четвёртую часть франшизы. Игровой журнал «Игромания» оценил игру на восемь баллов из десяти возможных.

Fallout 4 будто затрудняется решить, что для неё действительно важно, и потому пытается изобразить попросту все: и линейный экшен, и ролевую «песочницу», и симулятор жизни, и строительство как в Rust или Minecraft. В итоге вышло так, что у игры достаточно изъянов, но по полноте охвата с ней мало кто может сравниться. Кем бы вы ни были, в конце концов вы в ней что-нибудь да найдете.
— игровой журнал «Игромания»
Редакция StopGame.ru поставила игре оценку «Изумительно», отметив насыщенную атмосферу и широкие возможности «кастомизации», но отметив слабую графику и упрощённую систему прокачки. Позже автор StopGame Иван Лоев раскритиковал игру в рамках документальных роликов «История серии Fallout», отмечая «одноразовый» мир, проблемы с логикой повествования и упрощённую систему диалогов.

Здесь есть красивый мир и интересные напарники, но как ролевая игра, и, в особенности, как наследница одной из лучших ролевых серий — это ужас, кошмар и депрессия с головной болью. Это огромный клубок сплетённых неоднозначностей, обращать или не обращать внимания на которые выбирает сам игрок.
— Иван Лоев, StopGame.ru
Русское подразделение IGN назвало Fallout 4 «Игрой разбитых надежд», резюмируя: «Fallout 4 определённо лучше третьей части. В первую очередь потому, что Fallout 3 была ужасна, так что это не совсем комплимент».
На Metacritic версия для PC имеет пользовательский рейтинг 5,4 баллов из 10 на фоне более благосклонных 84 баллов из 100 от профессиональных изданий. Рецензент Kanobu.ru, рассматривая природу диссонанса между мнениями игроков и критиков, пришёл к выводу: «Fallout 4 — хорошая игра, но застрявшая где-то в районе 2008—2010 годов. И если вы не ярый фанат, то вы вряд ли поймёте, зачем вам тратить на это время. И будете правы, что бы вам там ни пытались внушить критики, смотрящие на игру сквозь призму своей собственной влюблённости в сериал».

### Награды
Игра Fallout 4 получила множество наград и была отмечена на престижных премиях и в игровых изданиях. На ежегодных церемониях вручения наград Game Critics Awards и BAFTA Games Awards Fallout 4 была признана лучшей игрой 2015 года. На мероприятии D.I.C.E. Awards игра получила звание лучшей ролевой игры года от Академии Интерактивных Искусств и Наук.

## Модификации
28 августа 2017 года в новом обновлении Fallout 4 на ПК Bethesda Game Studios ввела поддержку своего сервиса Creation Club, в котором собраны пользовательские модификации для игры. Creation Club содержит в себе коллекции модификаций для Fallout 4, созданных фанатами при поддержке Bethesda. Разработчики учли свои ошибки, и в новой попытке монетизировать контент для своих игр наладили жёсткий контроль качества. Теперь любое дополнение, загружаемое в сервис, должно быть уникальным, за чем разработчики будут пристально следить. С другой стороны, это обеспечит создателям модификаций полную совместимость с оригинальной игрой и официальными дополнениями. Кроме того авторы платных модификаций будут получать оплату за свой контент, что послужит главной мотивацией для создания нового контента для игр Bethesda. В своём блоге разработчики представили примеры первых платных модификаций, среди которых можно увидеть костюм «Моргана Ю» из новой Prey, несколько вариантов раскраски Pip-Boy и новый набор мебели.
Поддержка Creation Club осуществляется на ПК, PS4 и Xbox One.